# 苏联白俄罗斯百科全书
《苏联白俄罗斯百科全书》是首部白俄罗斯语综合性百科全书，1969至1975年在明斯克出版，共12卷。
该书的编者超过5000名，包括125名学者和苏联科学院及其分支以及白俄罗斯科学院的成员。85%的编者生活工作在白俄罗斯。
头11卷是百科全书条目，第12卷则用于记载白俄罗斯社会主义共和国的事物。该书共有34409篇文章，40%的条目是关于白俄罗斯的。其中有大约6000个历史条目、1万自然科学条目、6700个地理条目、6800个文化条目和7000篇传记。
该书共有112页彩色插页（1554幅插图和172幅地图），215页黑白插页（3002幅图）、另外文字页面中还插有800幅图和500幅地图。